# Pharr (Texas)
Pharr es una ciudad ubicada en el condado de Hidalgo en el estado estadounidense de Texas. En el Censo de 2010 tenía una población de 70 400 habitantes y una densidad poblacional de 1159,38 personas por km².

## Geografía
Pharr se encuentra ubicada en las coordenadas 26°10′16″N 98°12′00″O / 26.17111, -98.20000. Según la Oficina del Censo de los Estados Unidos, Pharr tiene una superficie total de 60.72 km², de la cual 60,65 km² corresponden a tierra firme y (0,12 %) 0,07 km² es agua.

## Demografía
Según el censo de 2010, había 70 400 personas residiendo en Pharr. La densidad de población era de 1159,38 hab./km². De los 70 400 habitantes, Pharr estaba compuesto por el 85,05 % blancos, el 0,57 % eran afroamericanos, el 0,5 % eran amerindios, el 0,53 % eran asiáticos, el 11,65 % eran de otras razas y el 1,69 % eran de una mezcla de razas. Del total de la población el 93,03 % eran hispanos o latinos de cualquier raza.

## Educación
El Distrito Escolar Independiente de Pharr-San Juan-Alamo (PSJAISD) gestiona las escuelas públicas que sirven a la mayoría de la ciudad. Las escuelas preparatorias Pharr-San Juan-Alamo North High School (PSJA North) y Pharr-San Juan-Alamo Southwest High School (PSJA Southwest) sirven a las partes del norte y del sur de la ciudad.
El Distrito Escolar Independiente de Hidalgo y el Distrito Escolar Independiente de Valley View sirven a otras partes de la ciudad de Pharr.
El Distrito Escolar Independiente South Texas gestiona escuelas magnet que sirven a la comunidad.

## Ciudades Hermanas
- San José Iturbide, Guanajuato:[9][10]
- San Luis Potosí (San Luis Potosí)
- Burgos (Tamaulipas)
- Cancún
- Dolores Hidalgo "El Corazón de México"
- Matehuala
- Metepec
- Reynosa
- San Andrés Tuxtla
- San Luis de la Paz
- Santa María del Río (municipio)
- Teziutlán
- Veracruz